# Platystoma gemmationis
Platystoma gemmationis is een vliegensoort uit de familie van de Platystomatidae. De wetenschappelijke naam van de soort is voor het eerst geldig gepubliceerd in 1869 door Rondani.